# Míssil superfície-superfície

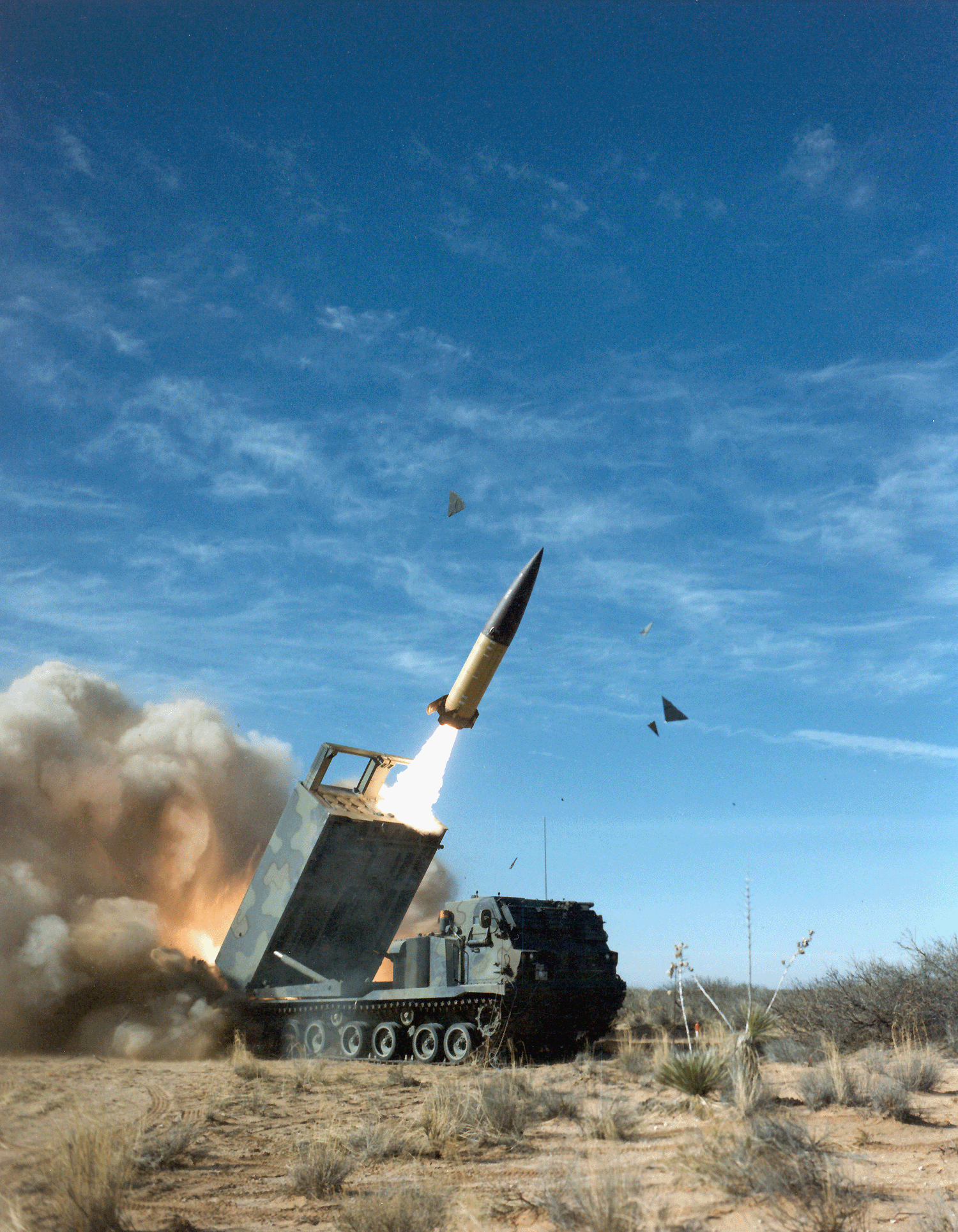
Míssil MGM-140 disparado de um M270.

Um míssil superfície-superfície ou SSM (sigla do Inglês: surface-surface missile) é um míssil projetado para ser lançado a partir da superfície (terra ou mar) para atingir um objetivo situado também na superfície (terra ou mar). Um SSM pode ser lançado a partir de uma plataforma terrestre ou naval. A versões dos SSM lançadas a partir de terra contra objetivos situados também em terra, são também conhecidas como "mísseis terra-terra" ou "mísseis solo-solo". As versões lançadas a partir de terra ou mar contra alvos no mar são conhecidas também por "mísseis antinavio".

## Tipos de mísseis superfície-superfície
- Mísseis Balísticos
  - Mísseis balísticos táticos: Alcance entre 150 e 300 km
    - Míssil de campo de batalha (BRBM): Alcance menor que 200 km

  - Mísseis de teatro de operações (TBM): Alcance entre 300 km e 3.500 km
    - Míssil balístico de curto alcance (SRBM), tem um alcance de até 1000 km
    - Míssil balístico de médio alcance (MRBM), tem um alcance entre 1000 e 3.500 km

  - Míssil balístico de alcance intermediário (IRBM), ou Míssil balístico de longo alcance (LRBM), tem um alcance entre 3.500 e 5.500 km
  - Míssil balístico intercontinental (ICBM), tem um alcance maior que 5.500 km
  - Míssil balístico lançado de submarino, são lançados a partir de Submarino nuclear lançador de mísseis balísticos (SSBN), todos os disponíveis atualmente, possuem alcance intercontinental.
- Míssil de Cruzeiro, tem um alcance de 300 a 2500 km
  - Míssil de cruzeiro lançado de submarino, tem um alcance de 200 a 2000 km
- Míssil antinavio, tem um alcance de 50 a 300 km
- Míssil anticarro (ATGM), tem um alcance de 1 a 10 km